# Eggertsville
Eggertsville es un lugar designado por el censo ubicado en el condado de Erie en el estado estadounidense de Nueva York. En el año 2010 tenía una población de 15.019 habitantes.

## Geografía
Eggertsville se encuentra ubicado en las coordenadas 42°57′59″N 78°48′26″O / 42.96639, -78.80722.